# Jacek Jędrecki
Jacek Jędrecki (ur. 12 grudnia 1975 roku w Częstochowie) – polski artysta fotograf, uhonorowany tytułem Artiste FIAP (AFIAP). Członek rzeczywisty i Artysta Fotoklubu Rzeczypospolitej Polskiej (AFRP).

## Życiorys
Jacek Jędrecki związany z częstochowskim środowiskiem fotograficznym – mieszka, pracuje, tworzy w Blachowni, fotografuje od 1988 roku. Miejsce szczególne w jego twórczości zajmuje fotografia koncertowa, fotografia martwej natury, fotografia pejzażowa, fotografia portretowa, fotografia reklamowa. W 2014 roku został przyjęty w poczet członków Fotoklubu Rzeczypospolitej Polskiej Stowarzyszenia Twórców. Decyzją Komisji Kwalifikacji Zawodowych Fotoklubu RP, otrzymał dyplom potwierdzający kwalifikacje do wykonywania zawodu artysty fotografa, fotografika (legitymacja nr 383).
Jacek Jędrecki jest współautorem wielu wystaw fotograficznych; indywidualnych, zbiorowych oraz pokonkursowych; w Polsce i za granicą. Brał aktywny udział m.in. w Międzynarodowych Salonach Fotograficznych, organizowanych (m.in.) pod patronatem FIAP, zdobywając wiele akceptacji, medali, nagród, wyróżnień, dyplomów, listów gratulacyjnych. Jego fotografie były prezentowane m.in. w Australii, Belgii, Bośni i Hercegowinie, Chinach, Czarnogórze, Hiszpanii, Serbii, Szwajcarii, Wielkiej Brytanii. Pokłosiem udziału w Międzynarodowych Salonach Fotograficznych (pod patronatem FIAP) było przyznanie mu (w 2015 roku) tytułu honorowego Artiste FIAP (AFIAP) przez Międzynarodową Federację Sztuki Fotograficznej FIAP – z siedzibą w Luksemburgu.